# Emilia Mernes
 (février 2021).
Si vous disposez d'ouvrages ou d'articles de référence ou si vous connaissez des sites web de qualité traitant du thème abordé ici, merci de compléter l'article en donnant les références utiles à sa vérifiabilité et en les liant à la section « Notes et références ».
Maria Emilia Mernes Rueda, dite Emilia, est une actrice, chanteuse et modèle argentine, née à Nogoyá, Province d'Entre Ríos, le 29 octobre 1996.
```
Biographie
```

Emilia était membre du groupe de musique "Rombai" mais elle a quitté le groupe en 2018. En tant que soliste, elle a collaboré avec des artistes tels qu'Ana Mena, Sebastian Yatra, Camilo et Darell. Emilia a toujours aimé la musique, mais elle a commencé à s'impliquer davantage à l'âge de 12 ans, lorsque son grand-père lui a offert sa première guitare.
En 2012, Emilia Mernes a été la gagnante du concours "47 Te Busca" de la marque de vêtements pour femmes 47 Street. Emilia est devenue célèbre en 2016 lorsqu'elle était la chanteuse principale du groupe uruguayen de Cumbia-Pop Rombai. De 2016 à 2018, le groupe s'est produit sur certaines des scènes les plus importantes d'Amérique latine, jusqu'à ce qu'Emilia annonce sa sortie du groupe pour se concentrer sur sa carrière solo.

## Filmographie
- 2021 : Allegra (Entrelazados) – Sofía

## Discographie

### Albums
- 2022 - ¿Tú crees en mí?
- 2023 - .MP3

### Singles[4]
- 2019 - Recalienta
- 2019 - No Soy Yo (feat Darell)
- 2019 - Billion
- 2020 - Policía
- 2020 - No Más
- 2020 - Já È Tarde (feat Bianca)
- 2020 - Bendición (feat Alex Rose) [5]
- 2021 - Perreito Salvaje (feat Boza) [6]
- 2021 - Como Si No Importara (feat Duki) [7]
- 2024 - Carita Triste (feat. Ana Mena)
- 2024 - Olvidarté

### Collaborations
- 2019 - El Chisme (Ana Mena, Nio Garcia, Emilia)
- 2019 - Boomshakalaka (Dimitri Vegas & Like Mike, Afro Bros, Sebastián Yatra  feat. Camilo, Emilia)
- 2020 - Histeriqueo (MYA feat Emilia)
- 2020 - Esta Noche (feat Fmk,Estani)